# Порядок наследования иранского престола

Герб Иранской монархии

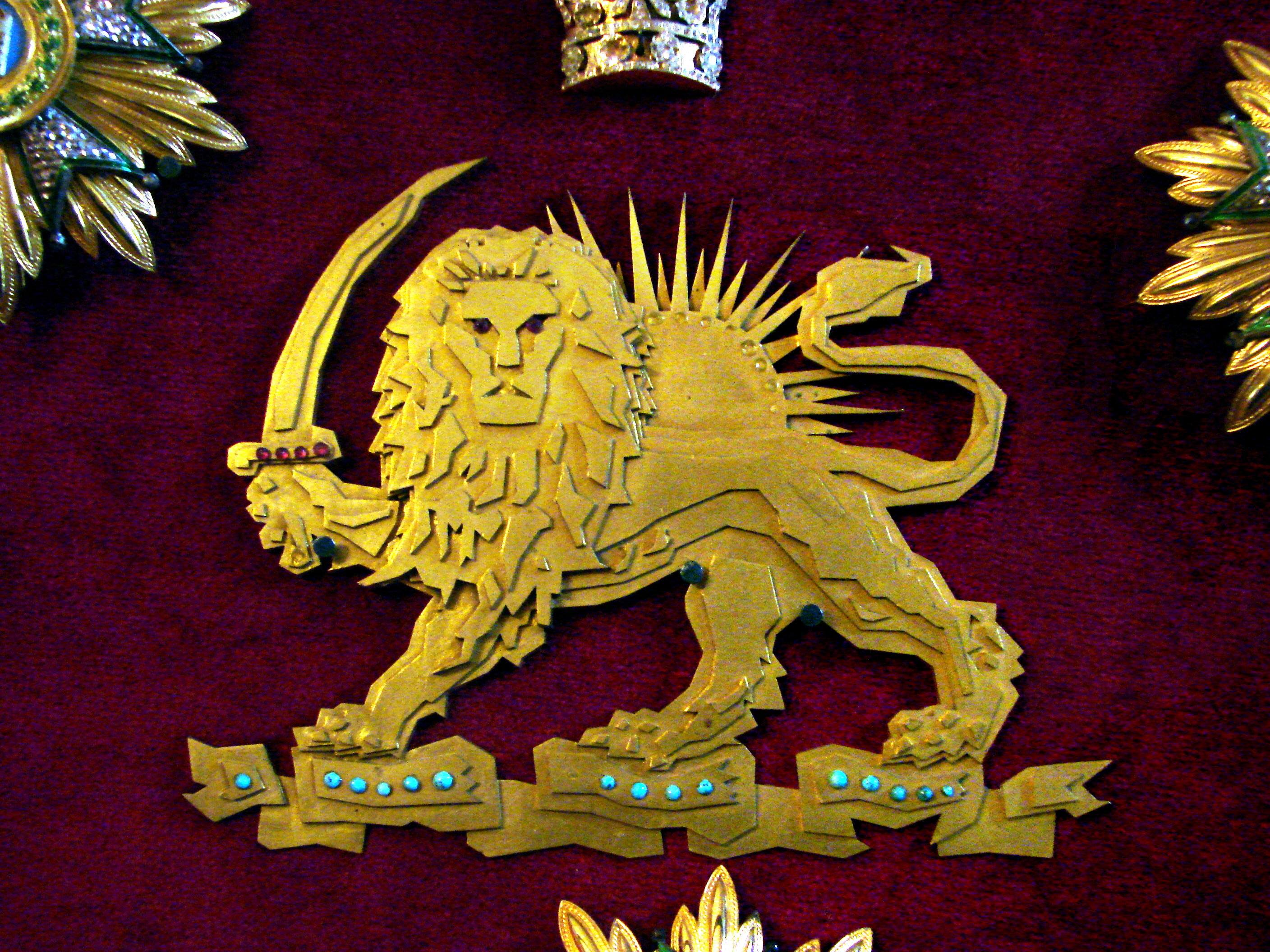
Золотой лев, символ Персии

Иранская монархия была ликвидирована во время Исламской революции в 1979 году. Последний иранский шах Мохаммед Реза Пехлеви (1919—1980), правивший в 1941—1979 годах, вынужден был эмигрировать.

## Порядок наследования в династии Пехлеви
Согласно правилам престолонаследия, шах Ирана из династии Пехлеви должен был исповедовать ислам, его мать должна была быть гражданкой Ирана и мусульманкой. На престол не могли претендовать потомки предыдущей династии Каджаров. Сыновья Реза-шаха от пятой и шестой жен и их потомки по мужской линии, происходившие от Каджаров, были исключены из списка престолонаследия.
- Реза Пехлеви (1878—1944)
  -  Мохаммед Реза Пехлеви (1919—1980)
    - Кронпринц Реза Кир Пехлеви (род. 1960)
    -  Принц Али Реза Пехлеви (1966—2011)

  -  Принц Али Реза Пехлеви (1922—1954)
    - (1) Принц Патрик Али Пехлеви (род. 1947)
      - (2) Принц Давуд Пехлеви (род. 1972)
      - (3) Принц Хоуд Пехлеви (род. 1973)
        - (4) Принц Рафаэль Пехлеви (род. 2006)[2]

      - (5) Принц Мухаммед Юнес Пехлеви (род. 1976)

### Порядок наследования в феврале 1979 года
- Реза Пехлеви (1878—1944)
  -  Мохаммед Реза Пехлеви (род. 1919)
    -  (1) Кронпринц Реза Кир Пехлеви (род. 1960)
    -  (2) Принц Али Реза Пехлеви (род. 1966)

  - Принц Али Реза Пехлеви (1922—1954)
    - (3) Принц Патрик Али Пехлеви (род. 1947)
      - (4) Принц Давуд Пехлеви (род. 1972)
      - (5) Принц Хоуд Пехлеви (род. 1973)
      - (6) Принц Мухаммед Юнес Пехлеви (род. 1976)

## Порядок наследования в династии Каджаров
Династия Каджаров были свергнута в 1925 году Реза Шахом, основателем династии Пехлеви. Согласно Иранской Конституции 1906 года, на престол могли претендовать принцы, чья мать имела персидское происхождение. Только мужские представители династии Каджаров могли претендовать на престол.
- Мохаммад Али-шах (1872—1925)
  -  Султан Ахмад-шах (1898—1930)
    -  Принц Фаридун-мирза (1922—1975)

  - Наследный принц Мухаммад Хасан Мирза (1899—1943)
    - Принц Султан Хусейн Мирза (1916—1986)
    - Принц Хамид Мирза (1918—1988)
      -  (1) Принц Мухаммад Хасан Мирза II (род. 1949)
        -  (2) Принц Арслан Мирза (род. 1980)

    -  Принц Рук-ад-Дин Мирза (1923—1996)

  - Принц Султан Махмуд Мирза (1905—1988)
    -  Принц Мухаммад Али Мирза (род. 1942)

  -  Принц Султан Меджид Мирза (1907—1975)
    -  Принц Али Мирза Каджар (1929—2011)